# William Henry Hunt

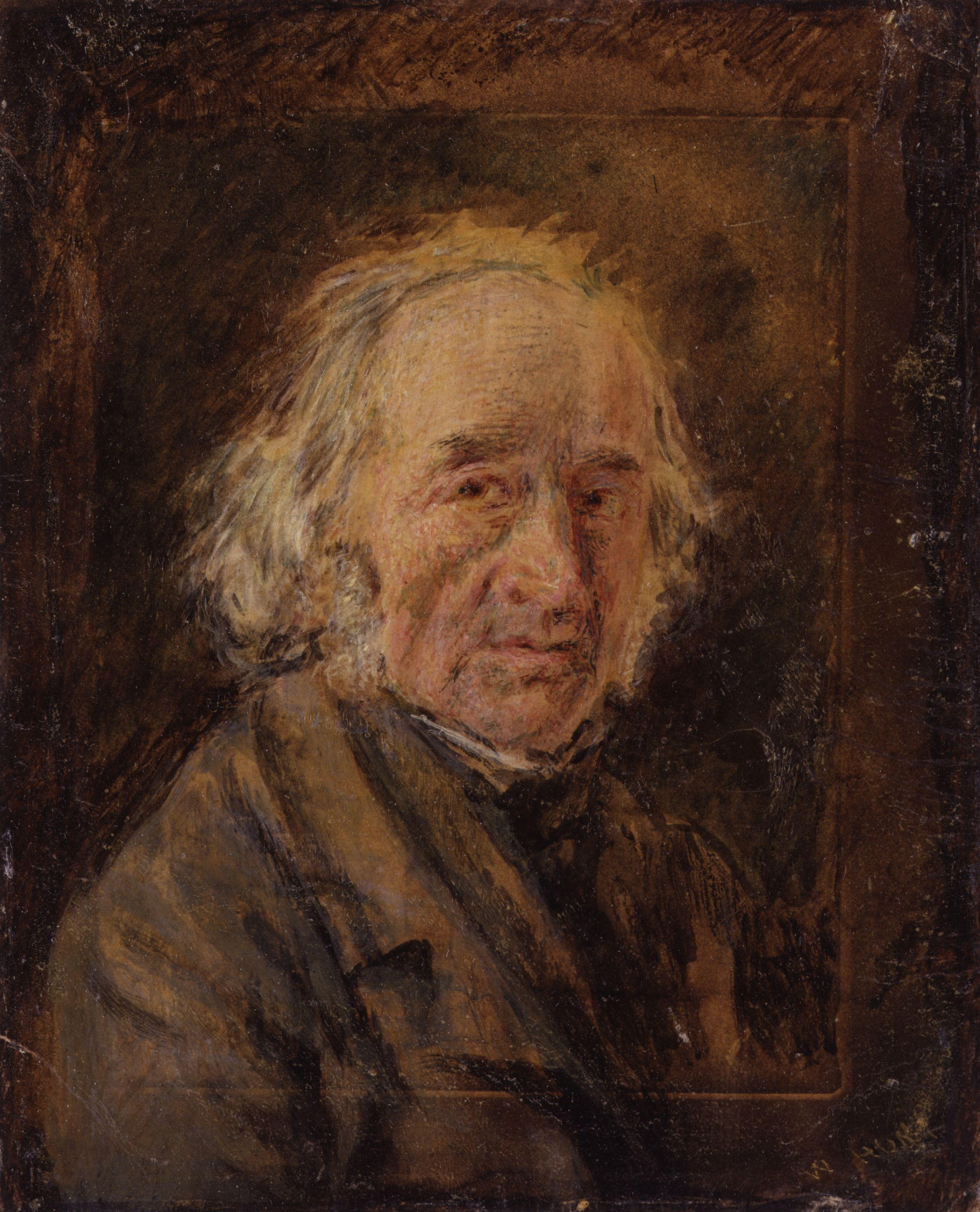
Zelfportret, National Portrait Gallery, Londen

William Henry Hunt (Londen, 28 maart 1790 - aldaar, 10 februari 1864) was een Engels kunstschilder. Hij werkte aanvankelijk in olieverf maar schakelde later over op de aquarelkunst.
Rond 1805 ging de jonge Hunt in de leer bij de befaamde aquarellist en landschapschilder John Varley, waar hij samen studeerde met John Linnell en William Mulready.
Reeds in 1807 stelde hij enkele olieverfwerken tentoon bij de Royal Academy of Arts, waar hij het jaar daarna lid van werd. Rond 1814 ging hij over op het werken in aquarel en vervaardigde sindsdien in die techniek met toenemende bekwaamheid een zeer groot aantal werken over een breed scala van thema's, zoals portretten, landschappen, genrestukken en stillevens. Alle werken vertonen een grote natuurgetrouwheid, waarmee hij ook faam verwierf.
In 1827 trad hij toe tot de Society of Painters in Water Colours, later de Royal Watercolour Society geheten, waarvan hij een invloedrijk lid werd en waar hij tot zijn dood veel werken tentoonstelde. Hunt had te lijden van een zwakke gezondheid en bracht mede daardoor een groot deel van zijn leven door in Hastings.
Hunts onderwerpen zijn vaak eenvoudig, maar vertonen een grote verfijndheid en vaak subtiel kleurgebruik. Door zijn nauwkeurige en zeer gedetailleerde weergaven van stillevens van onder andere vogelnestjes verwierf hij de bijnaam 'Bird's Nest Hunt'.
Veel van zijn werk is te vinden in het British Museum en het Victoria and Albert Museum, beide in Londen.